# Coliflor frita
Coliflor frita también conocida como Zahra Mekleyah (árabe الارنبيط المقلي, زهره مقليه) es un plato muy popular en Oriente Medio y Turquía. Es un plato que puede servirse frío o caliente.

## Características
Consiste principalmente de coliflor frita, acompañado de salsa tahini, lechuga, perejil y tomates, servido en un pan de pita o pan en rodajas, a menudo tostado al grill. Las variantes incluyen coliflores tostadas con curry, con pimiento, o con ajo y limón en una vinagreta. Puede ser comido en un sándwich con el pan pita, rociado con comino, sal, y zumo de limón. Una versión similar denominada "Menazla zahra" elaborada en Siria consiste en coliflor, ajo, carne de vac picada, cilantro, comino y sal.
Existen versiones no-veganas que pueden contener huevos, carne de ternera, mozzarella u otros tipos de queso.